# Liv Ullmannová
Liv Johanne Ullmannová (* 16. prosince 1938, Tokio, Japonsko) je norská herečka a režisérka, proslavená zejména filmy švédského režiséra Ingmara Bergmana. Napsala dvě knihy memoárů.

## Biografie
Liv Ullmannová se narodila v Tokiu, kde její otec, norský inženýr Viggo Ullmann, v té době pracoval. Po vypuknutí druhé světové války se vrátila do Norska, do školy chodila v Trondheimu. V 50. letech začala s herectvím, nejdříve v Trondheimu, později v Londýně. V půli 60. let už byla známou herečkou Národního divadla v Oslu. V té době se seznámila se švédským režisérem Ingmarem Bergmanem. Pod jeho vedením a po boku Bibi Anderssonové hrála ve filmu Persona němou divadelní herečku. Bergmanovy filmy ji celosvětově proslavily. Také v soukromí utvořili pár a v roce 1966 se jim narodilo její jediné dítě, dcera Linn (z jejích dvou manželství má Liv dvě vnoučata).
V roce 1992 se Liv Ullmannová poprvé ujímá režie. Debutový film, drama Sofie, byl kritikou kladně hodnocen a získal několik ocenění. V roce 2000 navázala na své úspěchy filmem Nevěra (podle scénáře Ingmara Bergmana), který byl nominován na Zlatou palmu na Mezinárodním filmovém festivalu v Cannes. V prosinci 2004 získala Evropskou filmovou cenu za „výjimečný přínos světové kinematografii“.
Neúspěchu se naopak dočkaly její muzikálové adaptace klasických děl. Filmová verze románu Ztracený obzor (Lost Horizon) byla komerčním propadákem a uvedení muzikálu I remember Mama na Broadwayi předcházela neobvykle dlouhá přípravná fáze s mnohými revizemi, aby se nakonec přestal hrát po pouhých 108 představeních.
V letech 1960–1965 byla vdaná za psychiatra Gappe Stanga, od roku 1985 byla manželkou bostonského makléře Donalda Saunderse, se kterým údajně žije dodnes, přestože se rozvedli v 90. letech.
V roce 2002 jí lékaři diagnostikovali mozkovou mrtvici a životu nebezpečnou trhlinu srdeční komory. Po operaci se úplně zotavila a v listopadu 2005 představila v Oslu svou autobiografii pod názvem Livslinjer (Cesty života).
V létě 2005 plánovala ve Stavangeru zrežírovat mezinárodní filmovou podobu Nory Henrika Ibsena, ale projekt byl odložen na neurčito.
Krom svých uměleckých aktivit je i angažovanou a zcestovalou velvyslankyní organizace UNICEF. V roce 2006 byla jmenovaná čestnou doktorkou Norské technicko-přírodovědecké univerzity.

## Filmografie (výběr)

### Jako herečka
- 2003 Sarabanda (Saraband)
- 1994 Zorn
- 1994 Hra snů (Drømspel)
- 1992 Dlouhý stín (The Long Shadow)
- 1990 Mindwalk
- 1989 Růžová zahrada (The Rose Garden)
- 1987 Gaby – pravdivý příběh (Gaby: A True Story)
- 1984 Chlapec ze zátoky (The Bay Boy)
- 1978 Podzimní sonáta (Höstsonaten)
- 1977 Příliš vzdálený most (A Bridge Too Far)
- 1977 Hadí vejce (Ormens ägg)
- 1976 Tváří v tvář (Ansikte mot ansikte)
- 1974 Abdikace (The Abdication)
- 1973 40 karátů (40 Carats)
- 1973 Scény z manželského života (Scener ur ett äktenskap)
- 1972 Pope Joan
- 1972 Šepoty a výkřiky (Viskningar och rop)
- 1971 Emigranti (Utvandrarna)
- 1969 Náruživost (En passion)
- 1968 Hanba (Skammen)
- 1966 Persona

### Jako režisérka
- 2000 Nevěra (Trolösa)
- 1998 Soukromé rozhovory (Enskilda samtal)
- 1995 Kristina Vavřincová (Kristin Lavransdatter), na motivy románu Sigrid Undsetové
- 1992 Sofie

## Memoáry
- 1976 Forandringen, v překladu Heleny Kadlečkové vyšlo česky v roce 1989 pod názvem Proměny.
- 2005 Livslinjer, v překladu Daniely Zounkové vyšlo česky v roce 2007 pod názvem Cesty života. ISBN 978-80-7106-0000